# Maurizio Fugatti
Maurizio Fugatti (ur. 7 kwietnia 1972 w Bussolengo) – włoski polityk i samorządowiec, parlamentarzysta, były wiceminister zdrowia, od 2018 prezydent prowincji Trydent.

## Życiorys
Urodził się w prowincji Werona, zamieszkał jednak w Avio. Z zawodu księgowy, pracował w zawodzie rewidenta i jako konsultant biznesowy. Zdobył uprawnienia technika rolnictwa, ukończył także studia politologiczne na Uniwersytecie Bolońskim.
Został członkiem Ligi Północnej, od 2005 sekretarz regionalny partii w Trydencie. Zasiadał w radzie miejskiej w Avio. W 2006 i 2008 uzyskiwał mandat w Izbie Deputowanych XV i XVI kadencji. W latach 2013–2018 radny regionu Trydent-Górna Adyga, kandydował także na prezydenta prowincji Trydent (zajął trzecie miejsce). Powrócił do parlamentu na okres od marca 2018 do stycznia 2019, jednocześnie od czerwca do listopada 2018 pozostawał wiceministrem zdrowia w pierwszym rządzie Giuseppe Contego. W wyborach na prezydenta Trydentu w 2018 uzyskał poparcie centroprawicowej koalicji złożonej z Ligi, Braci Włochów, Forza Italia oraz ugrupowań lokalnych. Po zwycięstwie objął stanowisko prezydenta z dniem 8 listopada 2018 (jako pierwszy kandydat centroprawicy od II wojny światowej). W 2019 wybrany wiceprezydentem władz całego regionu Trydent-Górna Adyga.

## Życie prywatne
Żonaty, ma dwoje dzieci-bliźniąt.